# Großsteingrab Silvitz

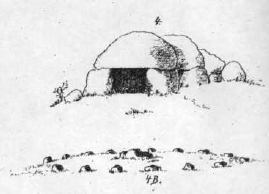
Zeichnung des Grabes von 1896 (nach Hugo Schumann)

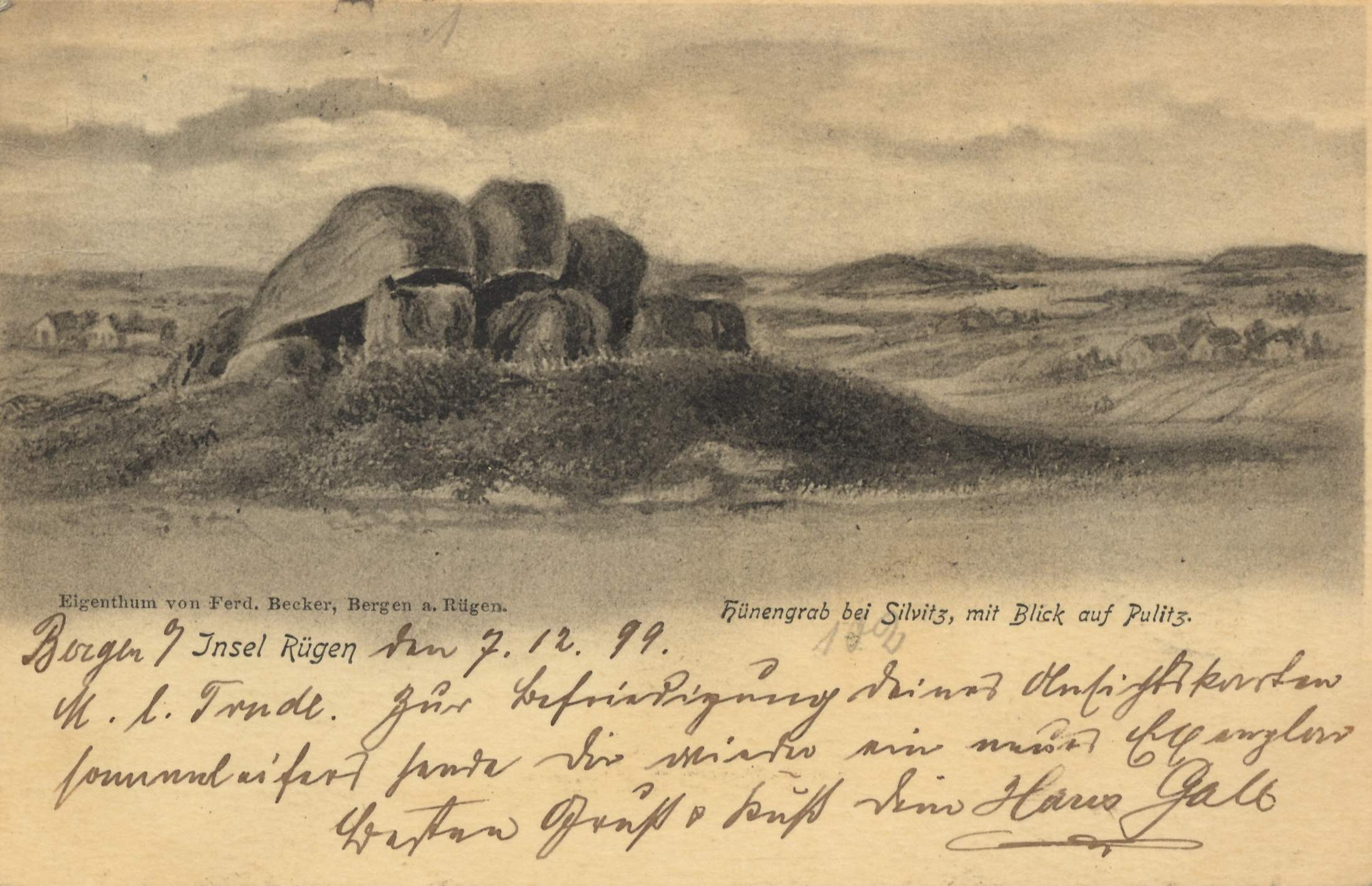
Darstellung des Grabes auf einer Postkarte von 1899

Das Großsteingrab Silvitz ist eine megalithische Grabanlage der jungsteinzeitlichen Trichterbecherkultur (TBK) in der Umgebung von Silvitz, einem Ortsteil der Stadt Bergen auf Rügen im Landkreis Vorpommern-Rügen (Mecklenburg-Vorpommern). Es trägt die Sprockhoff-Nummer 484.

## Lage
Das Grab liegt nordwestlich von Silvitz im mittleren Bereich einer Baumreihe, die zwei Felder trennt.

## Beschreibung
Bei einer Aufnahme des Grabes in den 1840er Jahren stellte Johann Gottfried Ludwig Kosegarten noch eine weitgehend intakte Grabkammer und den Rest einer Hügelschüttung fest. Er fand alle sechs Tragsteine (je zwei an den Lang- und je einer an den Schmalseiten) in situ vor. Alle drei Decksteine befanden sich noch in ihrer ursprünglichen Lage und zwischen ihnen waren noch einzelne Steinplatten auszumachen. Das Trockenmauerwerk zwischen den Tragsteinen war nicht mehr erhalten. Bei einer erneuten Dokumentation durch Ernst Sprockhoff im Jahr 1931 bot das Grab bereits annähernd den Eindruck, den es auch heute noch macht. Sprockhoff konnte keine Hügelschüttung mehr feststellen. Die Kammer gehört zum Typ der Großdolmen und ist nordost-südwestlich orientiert. Sie hat eine Länge von etwa 4,0 m und eine Breite von 2,5 m. Alle Steine sind nach wie vor vorhanden, allerdings neigt sich der mittlere Wandstein der Südostseite nach innen und der nordöstliche Deckstein ist in die Kammer gestürzt. Der südwestliche Deckstein ist der größte. Er hat eine Länge von etwa 3,0 m, eine Breite von 1,5 m und eine Dicke von 1,2 m. Der südwestliche Abschlussstein nimmt nur die Hälfte der Schmalseite ein und markiert den Eingang zur Kammer.